# Гаврон, Рафи
Рафаэ́ль Пи́чи (Рафи́) Га́врон (англ. Raphael Pichey "Rafi" Gavron; род. 24 июня 1989, Хендон) — англо-американский актёр, получивший известность после появления в фильмах «Вторжение» (режиссёр Энтони Мингелла), «Будь моим парнем на пять минут», «Чернильное сердце», а также благодаря роли Бага в семейном шоу «Жизнь непредсказуема».

## Жизнь и карьера
Гаврон родился в Хэндоне в Северном Лондоне в еврейской семье у американской писательницы Марты Пичи и скончавшегося издателя Саймона Гаврона. У самого Рафи есть американское гражданство. Его дед и бабушка по отцовской линии — Роберт Гаврон и Ханна Файвел — миллионеры-филантропы, родившиеся в Тель-Авиве. Его прадед Тоско Р. Файвел был писателем и работал с Джорджем Оруэллом. У Рафи есть два младших брата — Бенджамин (1992 года рождения) и Мозес (1996 года).
Дебютом актёра стала роль Миро в драме «Вторжение», в которой его герой использовал приёмы паркура, чтобы попасть в офис главного героя. Гаврон сам исполнил несколько трюков. За роль актёр получил номинации на премию «British Independent Film Awards» в категории «Многообещающий молодой актёр».
Затем Гаврон сыграл наёмника Дуро в сериале «Рим» канала HBO и появился в роли музыканта-гея Дэва в комедии «Будь моим парнем на пять минут». В январе 2009 года в мировой прокат вышла сказка «Чернильное сердце» по одноимённой книге, в которой Гаврон сыграл Фарида — персонажа «Тысячи и одной ночи», которого оживило волшебство.
В 2009 году появился в нескольких эпизодах культового теле-триллера «24 часа» в роли Хамида Аль-Зариана — младшего брата террориста. В мае 2009 года получил главную мужскую роль в мелодраме «Последняя песня», однако в фильме снялся Лиам Хемсворт. В 2010 году снимался в роли Бага в первом сезоне драмы «Жизнь непредсказуема» канала CW.

## Фильмография

### Кино
| Кино | Кино                           | Кино                             | Кино            | Кино       |
| Год  | Название                       | В оригинале                      | Роль            | Примечания |
| ---- | ------------------------------ | -------------------------------- | --------------- | ---------- |
| 2006 | Вторжение                      | Breaking and Entering            | Миро Шимич      |            |
| 2008 | Будь моим парнем на пять минут | Nick & Norah’s Infinite Playlist | Дэв             |            |
| 2008 | Чернильное сердце              | Inkheart                         | Фарид           |            |
| 2012 | Селеста и Джесси навеки        | Celeste and Jesse Forever        | Руперт Бейтс    |            |
| 2012 | Средь бела дня                 | The Cold Light of Day            | Джош Шоу        |            |
| 2012 | Игры преисподней               | Mine Games                       | Лекс            |            |
| 2013 | Стукач                         | Snitch                           | Джейсон Коллинс |            |
| 2015 | Трейсеры                       | Tracers                          | Дилан           |            |
| 2016 | Земля обетованная              | The Land                         | Пэтти Кейк      |            |
| 2016 | Всё, что нужно — любовь?       | Love Is All You Need?            | Стэн            |            |
| 2018 | Звезда родилась                | A Star Is Born                   | Рез Гаврон      |            |
| 2020 | Книги крови                    | Books of Blood                   | Саймон          |            |
| 2026 | Милосердие                     | Mercy                            |                 |            |
| 2026 | Одиссея                        | The Odyssey                      |                 |            |

### Телевидение
| Телевидение | Телевидение                       | Телевидение                     | Телевидение       | Телевидение |
| Год         | Название                          | В оригинале                     | Роль              | Примечания  |
| ----------- | --------------------------------- | ------------------------------- | ----------------- | ----------- |
| 2007        | Рим                               | Rome                            | Дури              | 3 эпизода   |
| 2009        | 24 часа                           | 24                              | Хамид аль-За      | 3 эпизода   |
| 2010        | Жизнь непредсказуема              | Life Unexpected                 | Бобби "Баг" Гатри | 8 эпизодов  |
| 2011        | C.S.I.: Место преступления Майами | CSI: Miami                      | Шон Моран         | 1 эпизод    |
| 2011        | Родители                          | Parenthood                      | Трой Куинн        | 1 эпизод    |
| 2016        | Мэри + Джейн                      | Mary + Jane                     | #softs3rve        | 1 эпизод    |
| 2016        | От заката до рассвета             | From Dusk Till Dawn: The Series | Пабло             | 1 эпизод    |
| 2017        | Кости                             | Bones                           | Бенни Пенс        | 1 эпизод    |
| 2018        | Возвращение домой                 | Homecoming                      | Рейни             | 2 эпизода   |
| 2018        | По ту сторону                     | Counterpart                     | Эдгар             | 2 эпизода   |
| 2019        | Уловка-22                         | Catch-22                        | Аарфи Аардварк    | 6 эпизодов  |
| 2019        | Крёстный отец Гарлема             | Godfather of Harlem             | Эрни Нунзи        | 9 эпизодов  |
| 2020        | Мир Дикого запада                 | Westworld                       | Родерик           | 2 эпизода   |